# 平成筑豊鉄道400形気動車
平成筑豊鉄道400形気動車（へいせいちくほうてつどう400がたきどうしゃ）は、平成筑豊鉄道が2007年（平成19年）から2010年（平成22年）にかけて導入した鉄道車両（気動車）である。
本項では、ほぼ同形の500形気動車についても記述する。

## 概要
平成筑豊鉄道の第三セクター転換開業時から使用している100形・200形・300形の取替えを目的として2007年から製造された。
新潟トランシスが製造しているNDCと呼ばれる地方鉄道向け軽快気動車で、車体長さは従来の200形、300形と同じ18m級とされ、車内はセミクロスシートとなっている。ワンマン運転に対応した構造である。
2007年4月8日に401 - 403、2008年2月23日に404・405、同年12月20日に406・407、2009年3月14日に408、同年12月14日に409・410、同年12月21日に411、2010年12月18日に412が運用を開始している。この412の製造をもって400形の製造は終了し、同車の運用開始とともに300形以前の車両はすべて定期運用を終了した。
いずれも伊田線、糸田線、田川線で運用されている。
トイレの有無の差はあるものの、ほぼ同型の車両が錦川鉄道や肥薩おれんじ鉄道などで使用されている。

## 構造

### 車体
普通鋼製車体で、車体形状は2004年に導入された肥薩おれんじ鉄道HSOR-100形に類似し、前面には貫通扉を設けている。前面左右の窓の上部に前照灯と尾灯を1個ずつ設置しており、貫通扉の上部にLED表示式の行先表示器を設けている。側面は両端部に引き戸の出入口扉を設け、側窓は固定式としている。
車体塗装は従来車両と異なる。401 - 407は黄色地に青色・緑色・空色の斜めのストライプを入れた塗装となっており、「なのはな号」の愛称が付けられている。黄色は沿線の菜の花を表し、青色・緑色・空色は水・緑・空を表している。408は平成筑豊鉄道のマスコットキャラクター「ちくまる」をテーマとしたラッピング車両「ちくまる号（ブルー）」となっている。409は沿線の行橋市にあるゆめタウン行橋の広告ラッピングを施した「ゆめタウン号」、410は石炭産業全盛期の筑豊の風景を描いた「炭都物語号」となっている。411は408と同様「ちくまる」を描いたラッピング車両であるが、デザインと地色は408と異なり「ちくまる号（グリーン）」の愛称が付けられている。412は100形と同様の旧標準色を施した。
2020年4月現在、401+402は「ことこと列車」に改造され、それ以外も407は沿線に工場があるマクセルの広告ラッピング車「マクセル号」（2021年4月に契約終了のためラッピング解除・「なのはな号」に復帰したが、同年6月末に新デザイン（４代目）となって復帰）、409はゆめタウンのラッピングが解除され通常塗装の「なのはな号」、410は沿線自治体等のマスコットが描かれた「つながる号」、411は「ちくまる」のLINEスタンプを描いたラッピング車両「ちくまるLINEスタンプ号」となっている。また、408「ちくまる号（ブルー）」も登場時とはデザインが変更されている。2021年2月から2022年3月末まで、406は「なのはな号」塗装のまま、前後の客扉間の窓下に福岡県浄化槽協会の広告ラッピングが施されていた。403は2021年4月、画家ミヤザキケンスケ・福智町・日本航空・平成筑豊鉄道による産官学連携アートプロジェクト「Super Happy Train Project」のために「スーパーハッピー号」となっている。2024年、マクセルとの契約更新に伴い405が５代目「#マクセル号」となり、407は「なのはな号」に復帰した。

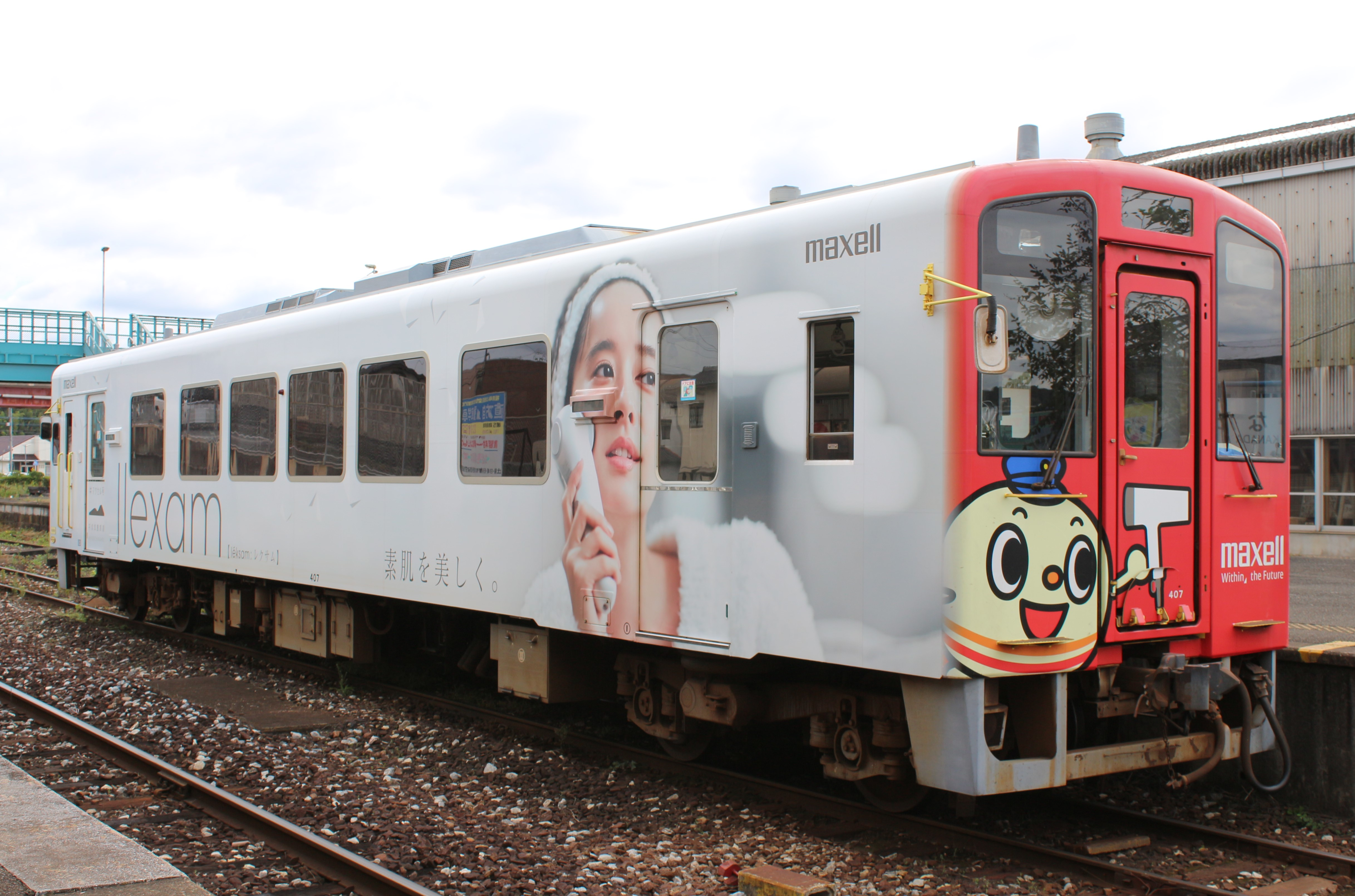
407 「#マクセル号」（3代目）
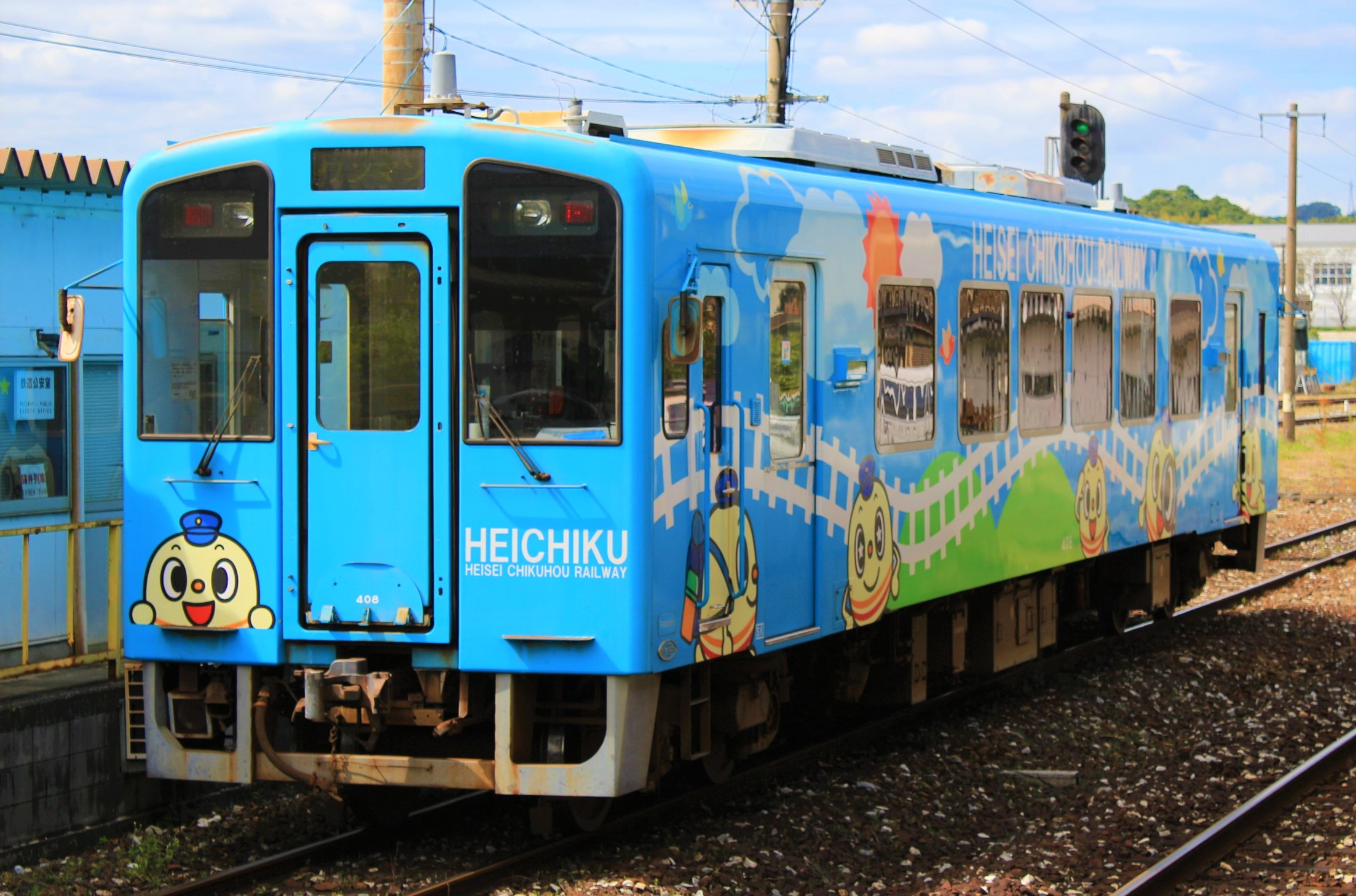
408「ちくまる号（ブルー）」
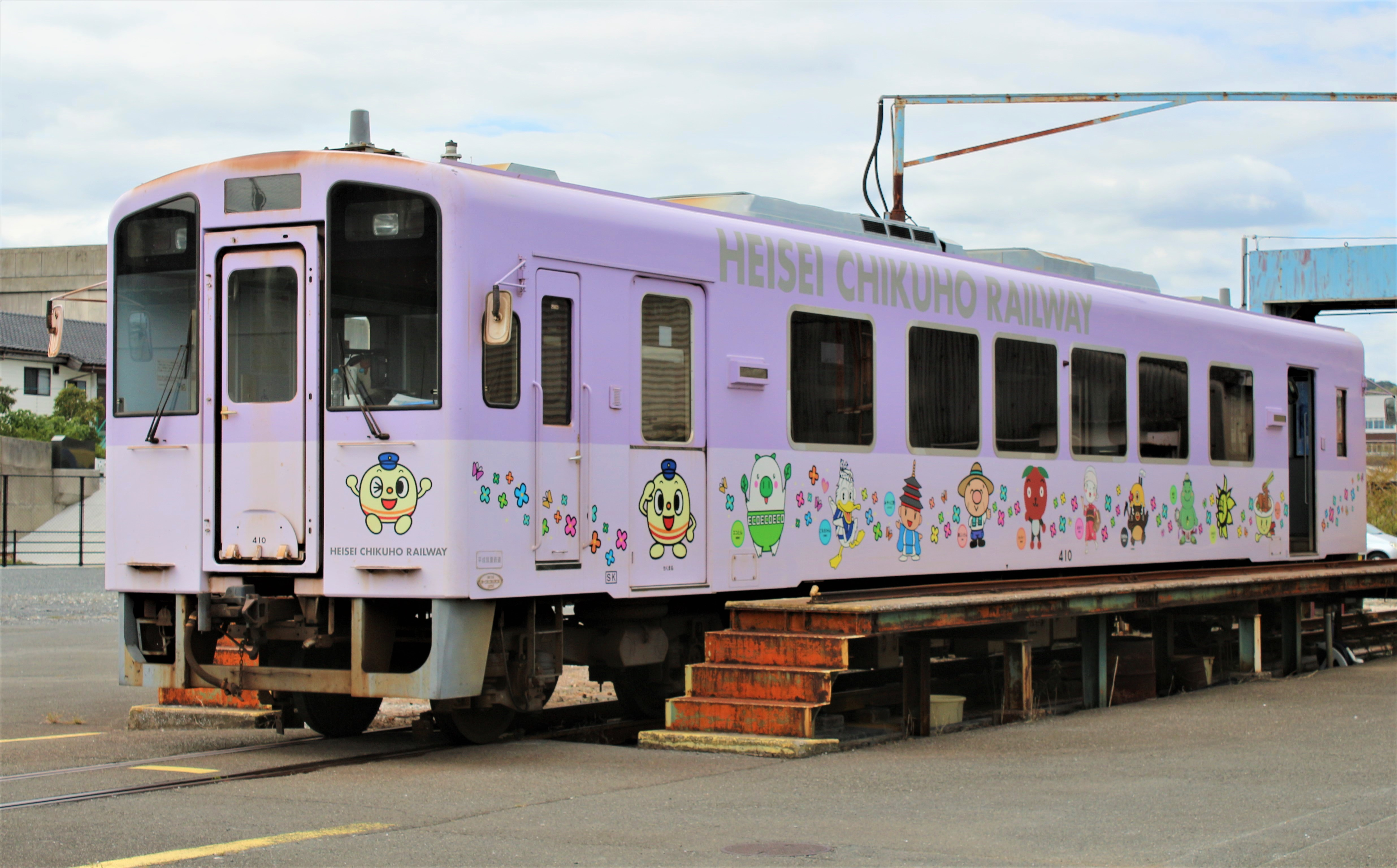
410「つながる号」
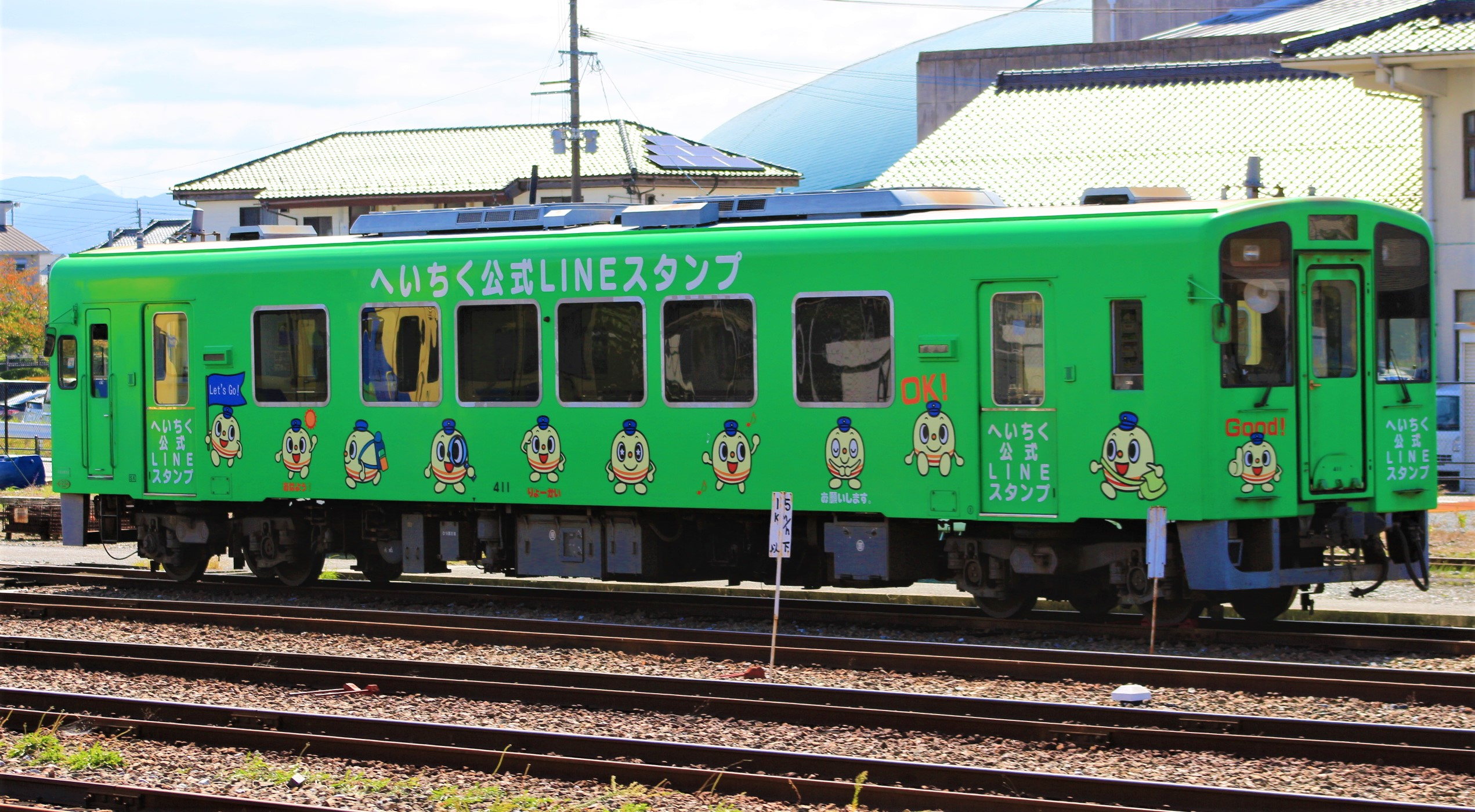
411「ちくまるLINEスタンプ号」

### 台車・機器
エンジンは出力(355PS/2100rpm)、直列6気筒横形ディーゼルエンジンのコマツ製SA6D125HE-1で、台車は動台車2軸駆動方式のボルスタレス空気バネ台車（動台車がNF-01ED、従台車がNF-01ET）となっている。
なお、400形同士や500形との連結はシステム上は最大6両までできるが、100形・200形・300形との総括制御はできない。

### 車内
座席は両側に二人掛けの座席を向かい合わせに配置した固定クロスシート（ボックスシート）を1組ずつ（計8席）設置しているほかはすべてロングシートとなっている。運転室は従来車両と同じく半室式で、運転室脇には運賃箱を設置し、運転室の横のスペースはバリアフリースペースとなっている。車内にトイレは設置されていない。
なお、ラッシュ時対策として、410・411は2012年に、403 - 409は2020年にそれぞれ全席ロングシート化され、「ことこと列車」用の401・402を除き全車がロングシート化された。
運転装置は列車情報制御装置TICSを装備したワンハンドルマスコンとなっている。
冷暖房装置として、機関直結方式の冷房装置と、温水温風ファン方式の暖房装置を備える。

### ことこと列車（401・402）
401・402は2019年にレストラン列車「ことこと列車」の専用車に改造された。
デザインは水戸岡鋭治が担当。車体外部は赤色のメタリックカラー地に金色のロゴを入れた外装となった。車内設備は寄木の床や大川組子の仕切りなど木を多用したものとなり、401には4人掛けテーブル席と2人掛けテーブル席各3組と厨房を設置し、402には4人掛けテーブル席と2人掛けテーブル席各3組と2人掛けソファ席6組を設置しており、編成定員は48人となっている。
2019年2月19日に竣工、3月21日に「ことこと列車」の運行開始により就役している。

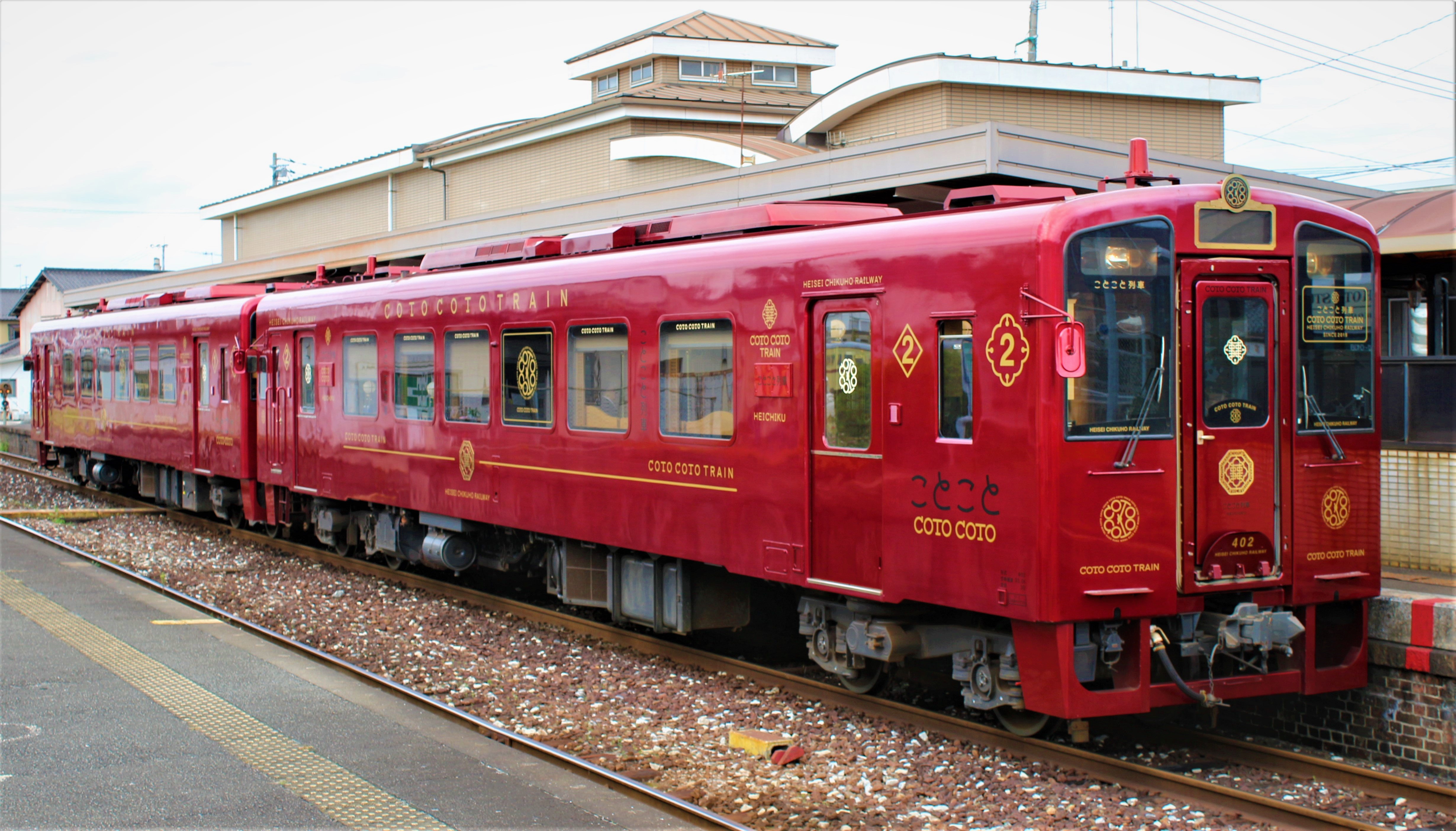
401・402「ことこと列車」

## 500形
500形は車体・台車・機器などの基本構造を400形と共通とし、内外装をレトロ調とした車両で、2008年に1両 (501) が製造された。
車体外部塗色はマルーン地に金色の模様を配した塗装とした。車内はすべての座席が転換クロスシートであり、床・手すり・壁面を木目調とし、テレビモニターやカラオケ機器などのAV装置を装備していた。席間には折りたたみ式のミニテーブルが設置されていた。貸切運用時にはドリンクホルダー付き大型テーブルの設置も可能であった。愛称は公募により「へいちく浪漫号」とされ、2008年3月15日に運行を開始した。
2023年末頃より車内外に大幅な改装工事を行い、車内の座席は一部折り畳み式のロングシートとなり、折り畳み座席を折りたたむことで使用可能な5台分の自転車ラックが設置された。外部塗色はブラックメタリック地に銀色のロゴの塗装となり、「黒銀（KU RO GI N）」の愛称が付けられた。「黒銀」としての運行開始は2024年3月20日から。
改装前

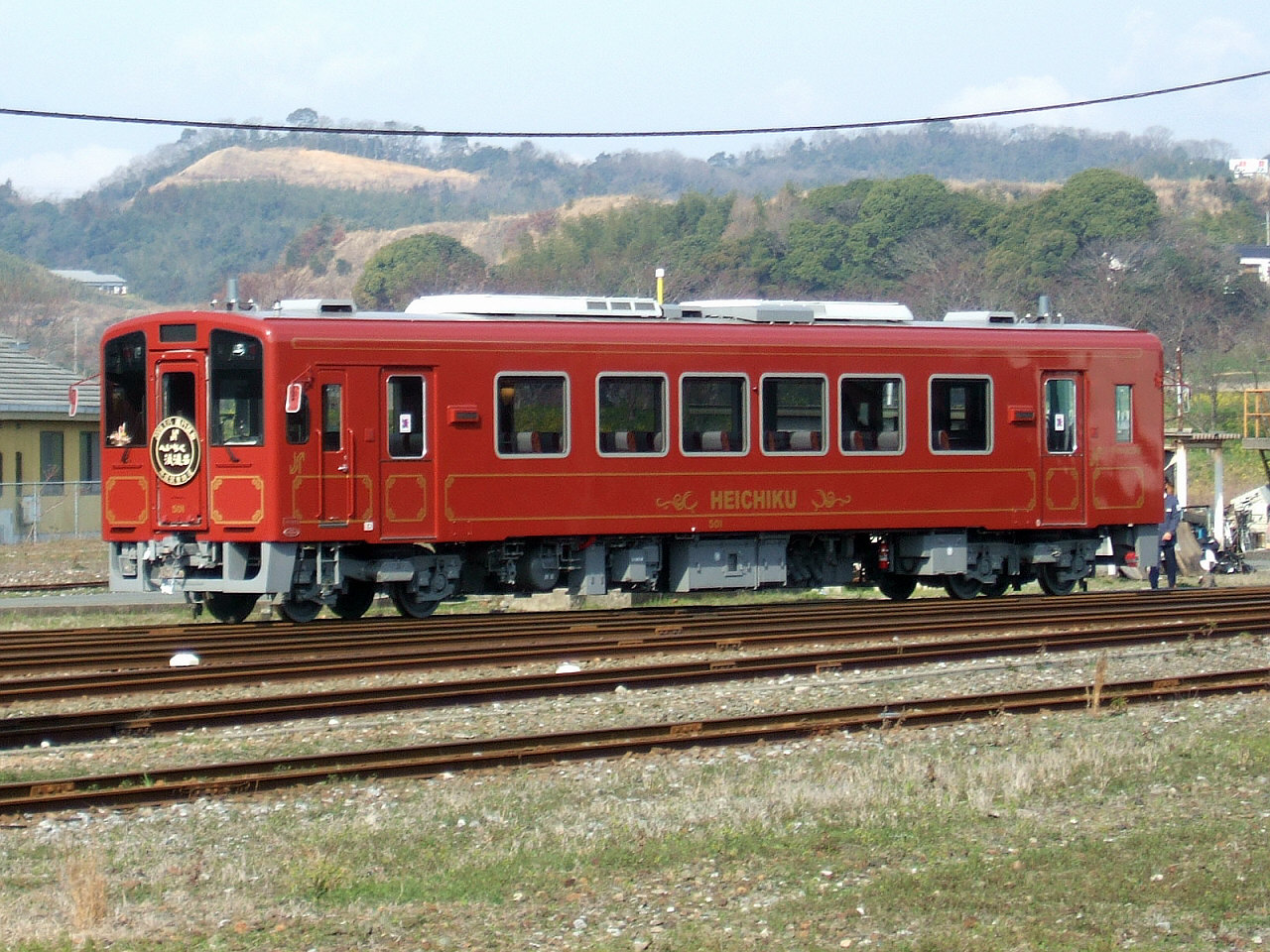
501「へいちく浪漫号」
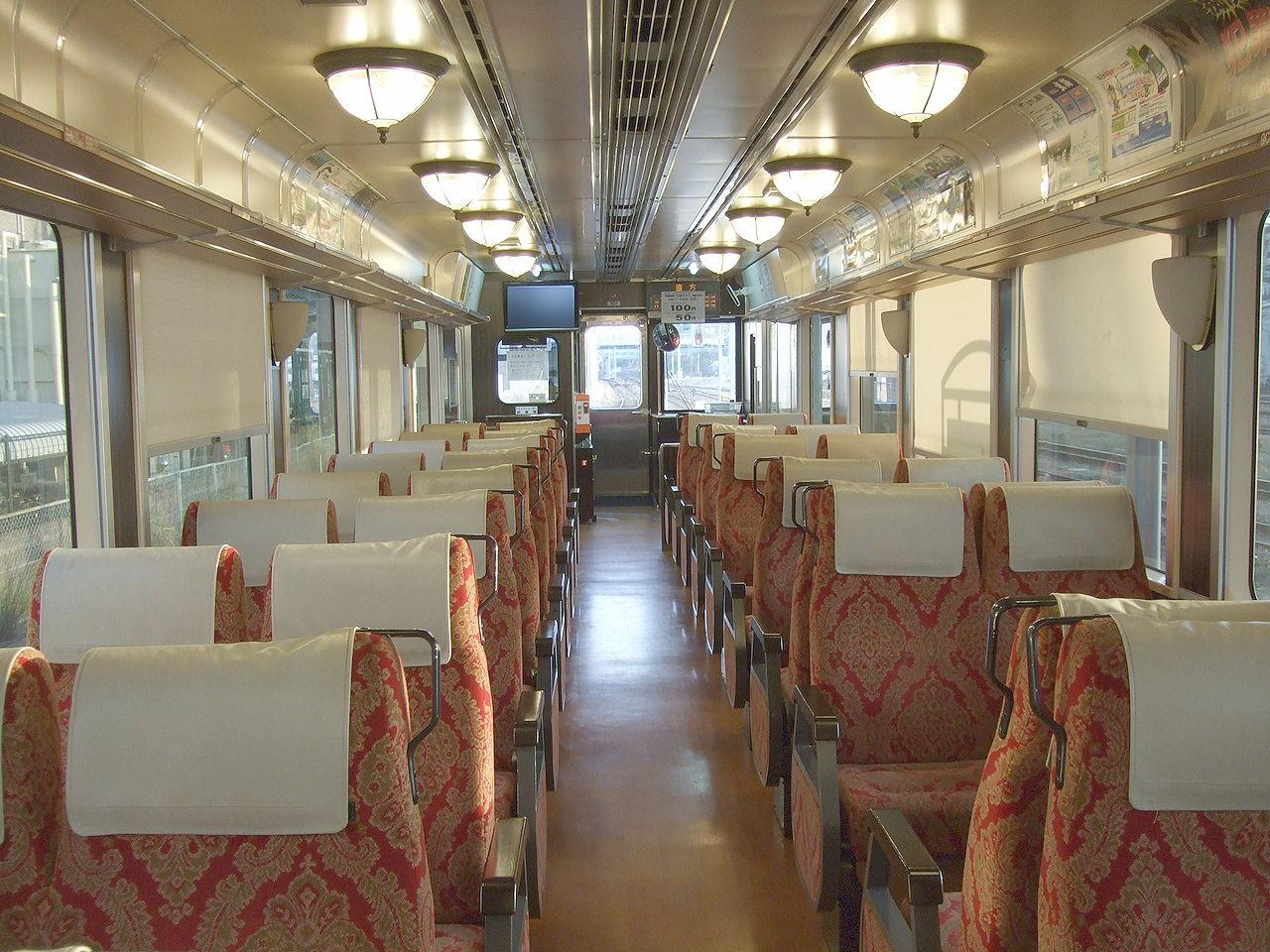
車内
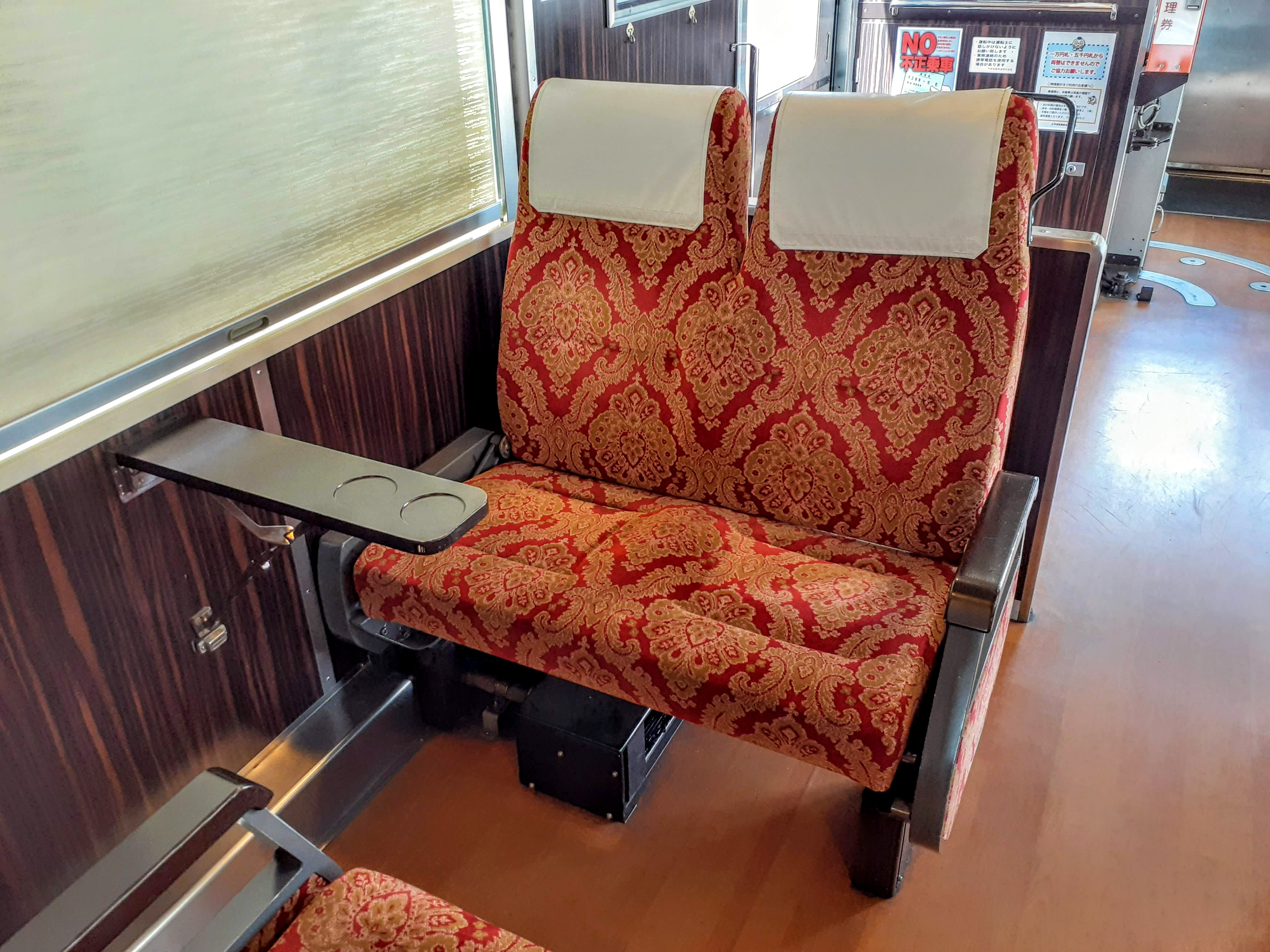
座席と折りたたみ式のミニテーブル
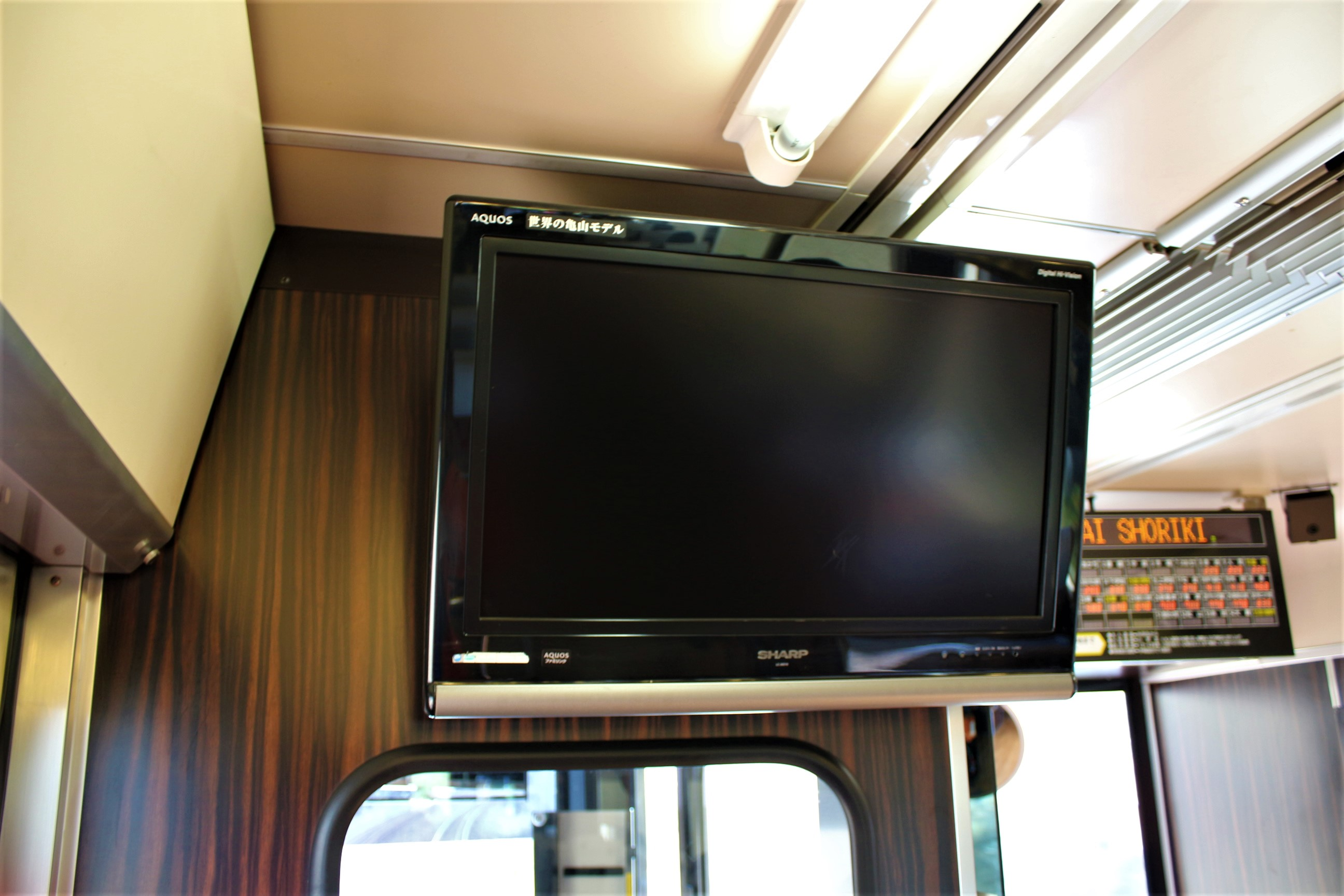
テレビモニター

## 編成表[9]
| 車両番号 | 愛称（ラッピング）     | ラッピング運行開始 | 車両運行開始   | 改造年                   |
| -------- | ---------------------- | ------------------ | -------------- | ------------------------ |
| 401・402 | ことこと列車           | 2019年2月19日      | 2007年4月8日   | 2019年（ことこと列車）   |
| 403      | スーパーハッピー号     | 2021年4月17日      | 2007年4月8日   | 2020年（ロングシート化） |
| 404      |                        |                    | 2008年2月23日  | 2020年（ロングシート化） |
| 405      | #マクセル号（5代）     | 2024年5月17日      | 2008年2月23日  | 2020年（ロングシート化） |
| 406      |                        |                    | 2008年12月20日 | 2020年（ロングシート化） |
| 407      |                        |                    | 2008年12月20日 | 2020年（ロングシート化） |
| 408      | なのはな号             | 2025年2月22日      | 2009年3月14日  | 2012年（ロングシート化） |
| 409      |                        |                    | 2009年12月14日 |                          |
| 410      | つながる号             | 2017年12月17日     | 2009年12月14日 |                          |
| 411      | ちくまるLINEスタンプ号 | 2018年2月11日      | 2009年12月21日 |                          |
| 412      | 開業時カラー           | 2010年12月18日     | 2010年12月18日 |                          |
| 501      | 黒銀                   | 2024年3月20日      | 2008年3月15日  | 2023年（黒銀）           |